# Rejon Kara-Buura
Rejon Kara-Buura (kirg. Кара-Буура району; ros. Кара-Бууринский район) – rejon w Kirgistanie w obwodzie tałaskim. W 2009 roku liczył 58 056 mieszkańców (z czego 50,6% stanowili mężczyźni) i obejmował 10 569 gospodarstw domowych. Siedzibą administracyjną rejonu jest Kyzył-Adyr.